# Constantin Noica
Constantin Noica (n. 12 iulie 1909, Vitănești, România – d. 4 decembrie 1987, Sibiu, România) a fost un filozof, poet, eseist, publicist și scriitor român. Este membru post-mortem al Academiei Române (din 1990). Fostul ministru țărănist Nicolae Noica este nepotul filozofului Constantin Noica (nepot de frate).

## Biografie

### Viață timpurie, educație
Constantin Noica s-a născut la 12 iulie (stil vechi) 1909 în comuna Vitănești, județul Vlașca (astăzi parte din  județul Teleorman). A fost al treilea copil al lui Grigore Noica (1880–1946) și al Clemenței Casassovici, având doi frați mai mari: Grigore (1906–1932) și Adina (1908–1946). Primele trei clase (1916–1919) le-a urmat în comuna Videle.
Începe gimnaziul în București; în perioada 1924-1928 urmează Liceul „Spiru Haret”, unde îl are ca profesor de matematică pe poetul Uvedenrodelor, Ion Barbu (Dan Barbilian). Obține bacalaureatul în 1928, clasându-se al doilea pe liceu.
Ca licean, debutează în revista liceului, Vlăstarul, în 1927, cu eseuri care au fost publicate în anul 1934 în volumul „Mathesis sau bucuriile simple”. Tot în Vlăstarul publică și versuri, însă Ion Barbu îl convinge să renunțe la poezie.
În 1928, se înscrie la Facultatea de Filosofie și Litere din București, pe care o va absolvi în 1931 cu teza de licență Problema lucrului în sine la Kant, sub îndrumarea lui P.P. Negulescu. Timp de trei ani îl are ca profesor pe filosoful Nae Ionescu.

### Anii interbelici și ulteriori (1930 - 1949)
În perioada 1932 - 1934 frecventează societatea culturală  "Criterion". Sub influența lui Nae Ionescu, prietenii lui Noica de la „Criterion” - Mihail Polihroniade, Haig Acterian, Mircea Eliade - vor deveni, mai devreme sau mai târziu, simpatizanți legionari dar Noica, fidel ideii că lupta culturală și nu cea politică este calea pentru reînvierea culturală a României, refuză uniforma și încadrarea în mișcarea legionară.
În 1933, timp de un an, urmează cursurile Facultății de Matematică iar în primăvara anului 1938 pleacă la Paris cu o bursă a statului francez, unde va sta până în primăvara anului 1939. În mai 1940 își susține la București doctoratul în filosofie, cu teza Schiță pentru istoria lui „Cum e cu putință ceva nou?”. În luna august 1940, publică într-un număr unic revista Adsum (adică „Sunt aici, sunt de față”), pe care o scrie singur și o publică din bani proprii. În  această publicație, Noica se vrea un martor imparțial, dar de fapt nu fără simpatie, al „martiriului mișcării legionare” prigonită de regimul Frontului renașterii naționale condus de regele Carol al II-lea.
În octombrie 1940 pleacă la Berlin în calitate de referent de filosofie la Institutul Româno-German. În 1943 a fost invitat de mitropolitul Tit Simedrea, un apropiat al lui Nae Ionescu, să conferențieze și să mediteze alături de alți oameni de cultură asupra misticii creștine la Cernăuți, ca parte a activităților întreprinse de grupul Rugul Aprins. Se va întoarce în Germania unde va rămâne până în 1944, participând de mai multe ori la seminarul de filosofie a profesorului Martin Heidegger, unde a mai participat și un alt filosof român cu operă de sertar, Alexandru Dragomir. În paralel, împreună cu Constantin Floru și Mircea Vulcănescu editează patru din cursurile universitare ale lui Nae Ionescu și anuarul Isvoare de Filosofie.
Conform Deutsche Welle, el a fost „rinocerizat de legionarism și pronazism”.

### Anii domiciliului forțat, deținut politic (1949 - 1964)
În perioada 1949 - 1958 are domiciliu obligatoriu la Câmpulung-Muscel. Aici, Noica și-a căpătat ideea filosofică și totodată și-a trasat principalele coordonate ale filosofiei sale de mai târziu. În 1958 Noica este arestat, anchetat și condamnat la 25 de ani de muncă silnică cu confiscarea întregii averi. Alături de el vor fi arestați toți participanții la seminariile private organizate de Noica la Câmpulung, iar lotul lor va purta la proces numele de „grupul Noica”.
Execută la Jilava 6 din cei 25 de ani de închisoare, fiind eliberat în august 1964. Într-una din cărțile apărute postum, Jurnal de Idei, filozoful scrie cum după ani în care nu a mai văzut nimic tipărit, într-o zi gardianul îi aduce în celulă primul volum din operele complete nou apărute ale lui Karl Marx, pe care l-a citit cu mult interes, urmând să le citească apoi pe toate în închisoare, cu aceeași dedicare.

### Anii libertății, Păltiniș (1964 - 1987)
Din 1965 se stabilește în București, unde va lucra ca cercetător la Centrul de Logică al Academiei Române, având drept domiciliu un apartament cu două camere unde Noica va ține seminarii private pe marginea filosofiei hegeliene, platonice sau kantiene. Printre participanți se numără mai tinerii săi colegi de la Centrul de Logică (Sorin Vieru) sau de la Institutul de Istoria Artei (Gabriel Liiceanu și Andrei Pleșu).
În 1976, Constantin Noica îl întâlnește, la o lansare de carte care a avut loc la Cluj-Napoca, pe Iustinian Chira, bun prieten al lui Ioan Alexandru și al scriitorilor în general. Invitat de acesta, Noica ajunge în scurt timp la Mănăstirea Rohia unde zăbovește 3 zile. Cadrul natural și biblioteca vastă îl impresionează deopotrivă pe marele filosof care nu ezită să îi povestească lui Nicolae Steinhardt despre cele văzute la Rohia, știind gândul acestuia de a se retrage într-o mănăstire.
Ultimii ani din viață începând cu anul 1975, Constantin Noica și i-a petrecut la Păltiniș lângă Sibiu, locuința lui devenind loc de pelerinaj și de dialog de tip socratic pentru admiratorii și discipolii săi (vezi Jurnalul de la Păltiniș de Gabriel Liiceanu). Între 1974 și 1987 a deținut un apartament în blocul OS6, la Romancierilor în Drumul Taberei. Se stinge din viață la 4 decembrie 1987. A fost înmormântat pe 6 decembrie 1987, la Schitul Păltiniș, după dorința sa, slujba fiind oficiată de un sobor de preoți în frunte cu ÎPS Mitropolit Antonie al Ardealului, Crișanei și Maramureșului.
După 1989, Gabriel Liiceanu s-a ocupat de reeditarea integrală a cărților lui Noica.

## Operă

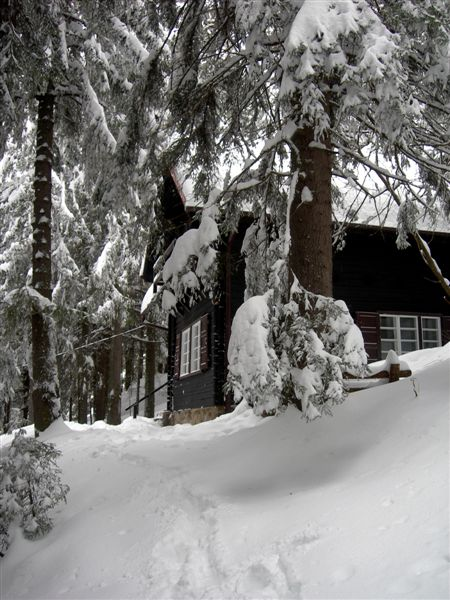
Cabana de la Păltiniș, unde Constantin Noica și-a petrecut ultimii ani din viață

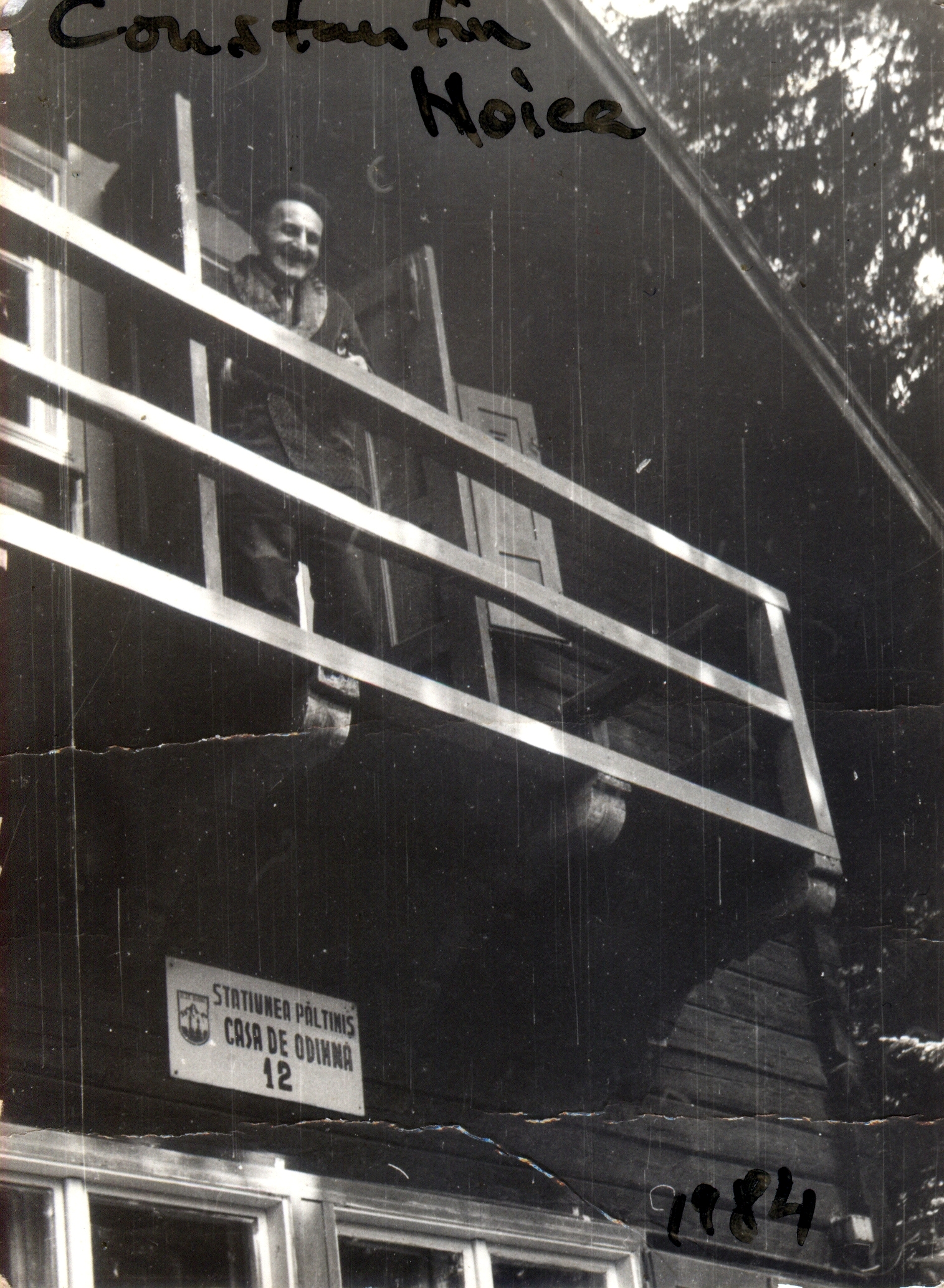
Constantin Noica
(vila 12 Păltiniș, august 1984)

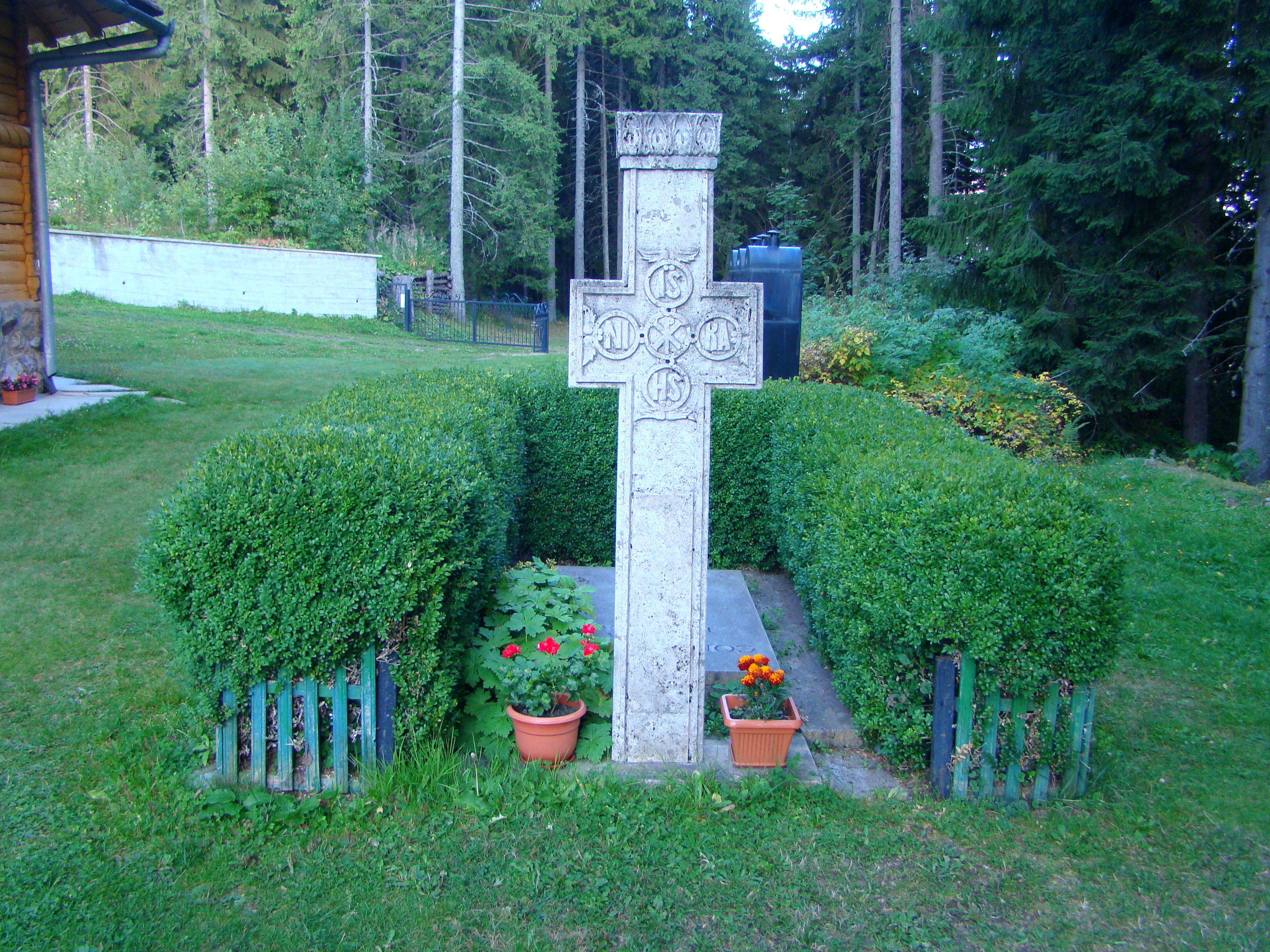
Mormântul lui Constantin Noica de la Schitul Păltiniș

### Opere antume
- 1934 - Mathesis sau bucuriile simple
- 1936 - Concepte deschise în istoria filozofiei la Descartes, Leibniz și Kant
- 1937 - De caelo
- 1940 - Schiță pentru istoria lui cum e cu putință ceva nou
- 1943 - Două introduceri și o trecere spre idealism. Cu traducerea primei introduceri kantiene a Criticei Judecării
- 1944 - Pagini despre sufletul românesc
- 1944 - Jurnal filosofic
- 1962 - Fenomenologia spiritului de GWF Hegel istorisită de Constantin Noica
- 1969 - Douăzeci și șapte de trepte ale realului
- 1969 - Platon: Lysis (cu un eseu despre înțelesul grec al dragostei de oameni si lucruri)
- 1970 - Rostirea filozofică românească
- 1973 - Creație și frumos în rostirea românească
- 1975 - Eminescu sau gânduri despre omul deplin al culturii românești
- 1975 – Despărțirea de Goethe
- 1978 - Sentimentul românesc al ființei
- 1978 - Spiritul românesc la cumpătul vremii. Șase maladii ale spiritului contemporan.
- 1980 - Povestiri despre om, după o carte a lui Hegel: Fenomenologia spiritului
- 1981 - Devenirea întru ființă, vol. I: Încercarea asupra filozofiei tradiționale; vol. II: Tratat de ontologie
- 1984 - Trei introduceri la devenirea întru ființă
- 1986 - Scrisori despre logica lui Hermes

### Opere postume
- 1988 - De Dignitate Europae
- 1990 - Jurnal de idei
- 1990 - Rugați-vă pentru fratele Alexandru
- 1992 - Simple introduceri la bunătatea timpului nostru
- 1992 - Eseuri de duminică
- 1992 - Introducere la miracolul eminescian
- 1997 - Manuscrisele de la Cîmpulung
- 1998 - Echilibrul spiritual. Studii și eseuri (1929-1947))

### Publicistică
- 1994 - Semnele Minervei, publicistică, volumul I, ediție de Marin Bucur
- 1996 - Între suflet și spirit, publicistică, volumul II, ediție de Marin Bucur
- 2003 -  Moartea omului de mâine. Publicistică volumul III, ediție de Marin Bucur
- 2007 -  Despre lăutărism[9]